# Equinox
Equinox jest nazwą muzycznego projektu o brzmieniu electro-industrialnym/drum and bassowym, w który w skład wchodzą Bill Leeb i Chris Peterson z Front Line Assembly.
Equinox opublikował jedną płytę w 1998 pod tytułem "Holon".
Dyskografia
- Holon CD (1998, Cleopatra Records)
- Contact 12" (1998, Cleopatra Records)